# الثمانيني
الثمانيني (ت 442هـ) عالم بالعربية. نحوي بصري ضرير، من سكان بغداد. نسبته إلى «الثمانين» من قرى جزيرة ابن عمر.

## اسمه ونسبه
أبو القاسم، عمر بن ثابت الثمانيني الضرير النحوي؛ كان قيماً بعلم النحو عارفاً بقوانينه، وكان نحوياً فاضلاً.
والثمانيني: بفتح الثاء المثلثة والميم وبعد الألف نون مكسورة، ثم ياء مثناة من تحتها ثم نون أخرى، هذه النسبة إلى ثمانين، وهي قرية من نواحي جزيرة ابن عمر عند جبل الجودي، وهي أول قرية بنيت بعد الطوفان، وسميت بعدد الجماعة الذين خرجوا من السفينة مع نوح، فإنهم كانوا ثمانين وبنى كل واحد منهم بيتاً، فسميت القرية ثمانين، وقد خرج من هذه القرية جماعة.

## كتبه
- كتاب اللمع كتاب نحوي شرح فيه الثمانيني كتاب شيخه ابن جني «اللمع» وقد حقق هذا الشرح أ.د فتحي علي حسانين ونال به درجة الدكتوراه من جامعة الأزهر عام 1401هـ وطبع مؤخرا في القاهرة، كما حققه الدكتور عبد الوهاب عمر الكحلة بعنوان الفوائد والقواعد وطبعه في مؤسسة الرسالة عام 1422هـ.
- أما كتاب التصريف فهو كتاب صرفي بحت تناول فيه الثمانيني كتاب شيخه ابن جني «التصريف الملوكي» فشرحه، وقد حققه د. إبراهيم بن سليمان البعيمي ونال به درجة الدكتوراه من الجامعة الإسلامية عام 1414هـ وطبعته مكتبة الرشد عام 1419هـ.

## شيوخه وتلامذته
أخذ النحو عن أبي الفتح ابن جني، وأخذ عنه الشريف أبو المعمر يحيى بن محمد بن طباطبا العلوي الحسيني، 
وكان هو وأبو القاسم ابن برهان متعارضين يقرئان الناس بالكرخ ببغداد، فكان خواص الناس يقرؤون على ابن برهان، والعوام يقرؤون على الثمانيني.

## وفاته
توفي في ذي القعدة سنة اثنتين وأربعين وأربعمائة.